# Meester van het Breviarium van Jan zonder Vrees

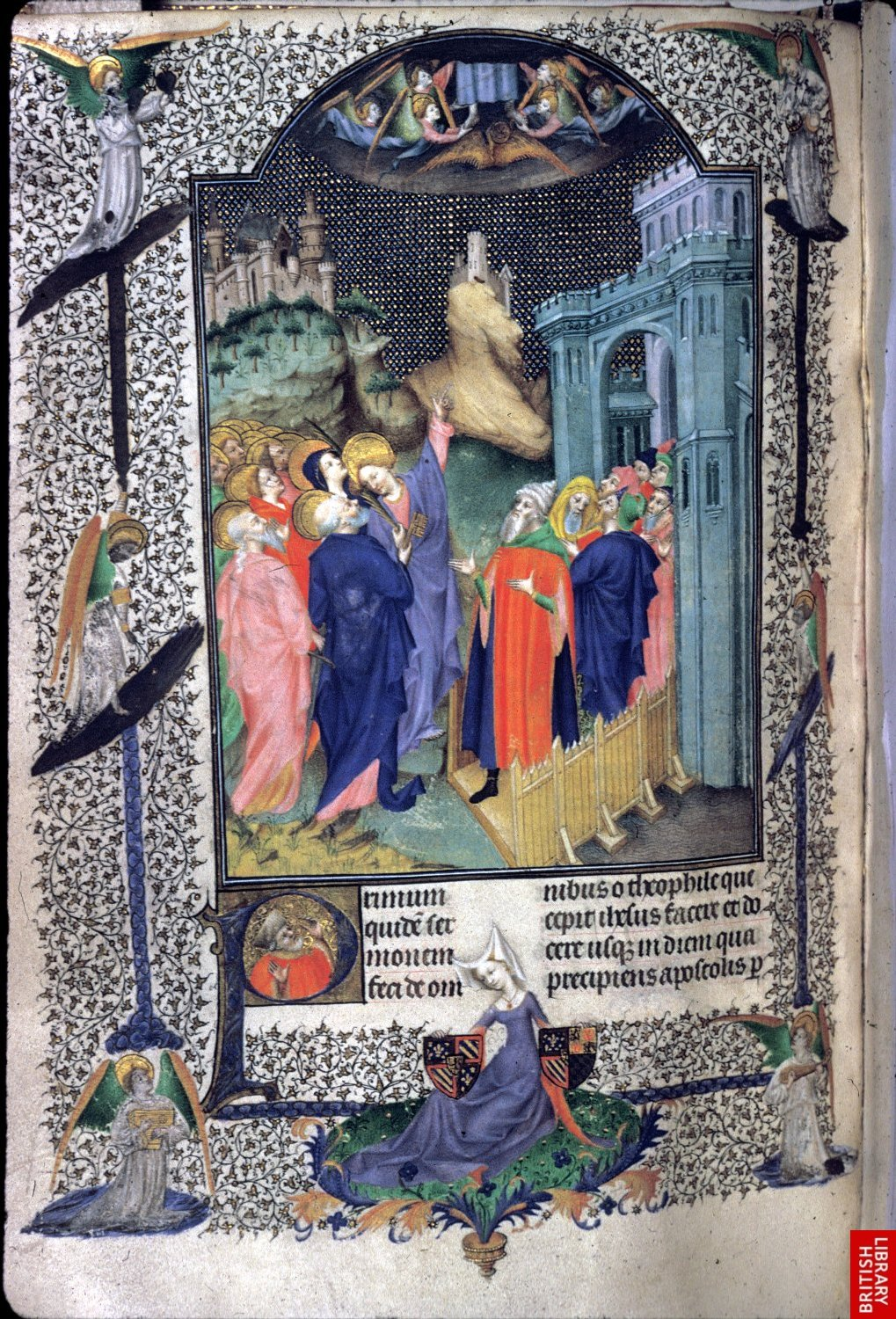
Meester van het Breviarium van Jan zonder Vrees, Hemelvaart

De Meester van het Breviarium van Jan zonder Vrees is de noodnaam van een anonieme boekverluchter werkzaam in Parijs (?) en Bourges (?) tussen 1406 en 1420. Het was Millard Meiss die de noodnaam toekende op basis van de verluchting die de meester realiseerde in een breviarium dat hij versierde voor Jan I van Bourgondië, bijgenaamd Jan zonder Vrees, nu bewaard in de British Library als Add. MS. 35311 en Harley MS. 2897

## Biografische en stilistische elementen
Op basis van zijn schilderstijl, zeer analoog aan die van de Gebroeders Van Limburg, wordt aangenomen dat deze miniaturist afkomstig was uit de Bourgondische Nederlanden. De miniaturen in het breviarium hernemen zoveel thema’s van de Gebroeders van Limburg, dat aanvankelijk gedacht werd dat het werk van Herman Van Limburg was. Dat is niet het geval, maar men kon wel vaststellen dat deze meester samenwerkte met de gebroeders aan onder meer les Très Riches Heures du duc de Berry, waarin hij talrijke initialen en margeversiering verzorgde. Daarnaast realiseerde hij nog andere werken voor de hertog, zoals de  Très belles heures. Vervolgens trad hij in dienst bij het Bourgondische hof, waar hij het breviarium van Jan zonder Vrees realiseerde.
Net als de Gebroeders Van Limburg, kunnen we deze meester onderbrengen bij de internationale gotiek. Hoewel de meester tal van composities en figuren van de Gebroeders Van Limburg gebruikte, kan men niet zeggen dat hij ze slaafs kopieerde; hij paste ze aan en slaagde er zelfs af en toe in om ze te verbeteren. De marges in de Très Riches Heures van zijn hand tonen een gedetailleerde observatie en realistische weergave van planten en dieren die in de rest van het werk van de broers niet wordt aangetroffen.

## Toegewezen werken
Hieronder een lijst van werken die aan deze meester toegewezen worden:
- Verzameling van morele en politieke teksten (L'Aiguillon d'amour divin van de heilige Bonaventura, teksten van Hendrik Seuse en Jean de Gerson), besteld door Simon de Courcy voor Marie de Berry, in samenwerking met de Luçon-meester (f.52), omstreeks 1406, BnF Fr.926
- Livre de bonnes meurs van Jacques Legrand, bestemd voor Jan van Berry, in samenwerking met de Luçon-meester, ca. 1410, BnF, français 1023.[4]
- Les Très Riches Heures du duc de Berry, initialen en margeversiering tijdens de eerste campagne van 1411-1413, musée Condé, Ms.65
- Breviarium van Jan zonder vrees, 1413-1419, met een winter- en een zomervolume. Samen met de Egerton-meester en de Meester van Guillebert de Mets, British Library, Add. 35311 et Harley 2897[5]
- Getijdenboek voor gebruik van Rome, bestemd voor Jan zonder Vrees, in samenwerking met Antoine de Lonhy, omstreeks 1413-1419, privéverzameling en 1 miniatuur bewaard in het Museo Lazaro-Galdiano in Madrid, (Ms. 15701-21)
- Getijdenboek, ca. 1410-1420, Walters Art Museum, MS. W. 219, Baltimore, (Marylend)
- Getijdenboek, ca. 1410-1420, Österreichische Nationalbibliothek te Wenen, Cod. s.n. 2613
- Getijdenboek, ca. 1410-1420, Bibliotheca. centrale della Regione Siciliana, Palermo, MS. 1.A.15

- International Standard Name Identifier: 0000 0000 4332 1921
- Library of Congress Control Number: nb2007021412
- Union List of Artist Names: 500003135
- Virtual International Authority File: 29061459